# إل دي-50 بي إم جي شلفا (بندقية)
إل دي-50 بي إم جي شلفا أو 50 كالوري بي إم جي شلفا (بالإنجليزية: LD-50 BMG SHALFA؛ 50 Cal BMG SHALFA)‏ هي بندقية قنص صُنعت في السعودية.

## المواصفات
- الأبعاد (المخزون غير المطوي): 515 × 4.6 × 8.4 بوصة (130.81 × 11.68 × 20.32 سم)[1]
- الوزن 22.6 رطل (10251 جرام)
- الأبعاد (مخزون المجلد) 42.4 × 5.4 × 8.4 بوصة (107.7 × 13.71 × 20.32 سم)[1]
- الوزن (مع كمامة) 23.9 رطلاً (10836 جرامًا)
- معدل تطور البرميل 1:15[1]
- سعة المخزون 5 طلقات[1]